# John Boling
John Boling (ur. 19 listopada 1895 roku w Bloomfield, zm. 28 czerwca 1962 roku w Tulsa) – amerykański kierowca wyścigowy.

## Kariera
W swojej karierze Boling startował głównie w Stanach Zjednoczonych w mistrzostwach AAA Championship Car oraz towarzyszącym mistrzostwom słynnym wyścigu Indianapolis 500. W pierwszym sezonie startów, w 1920 roku w wyścigu Indianapolis 500 uplasował się na jedenastej pozycji. W mistrzostwach AAA nie był klasyfikowany. W edycji 1931 Indy 500 nie zdołał osiągnąć linii mety.